# Köttinghausen
Köttinghausen ist ein Ortsteil von Meschede im nordrhein-westfälischen Hochsauerlandkreis in Deutschland.

## Geographie
Der kleine Ort liegt rund vier Kilometer südlich von Remblinghausen. Angrenzende Orte sind Bonacker, Höringhausen und Einhaus. Südlich vom Weiler liegt das Landschaftsschutzgebiet Talraum südlich Köttinghausen und nordwestlich das Naturschutzgebiet Hinterm Müll.

## Geschichte
Das Gut Köttinghausen gehörte um 1300 zum Kirchspiel Remblinghausen sowie zur Grundherrschaft des Stifts Meschede und war einer von 40 Fronhöfen, sogenannten „curtes“, des Stiftes. Die Grundherrschaft des Stiftes wurde damals mittels einer Fronhofverfassung verwaltet. Es bildeten sich kleinere Verwaltungsbezirke, zu denen auch Köttinghausen gehörte, als dem Sitz der lokalen grundherrlichen Verwaltung. Jedem Fronhof wurde eine bestimmte Anzahl von „Hufen“ zugewiesen. Im 14. Jahrhundert gehörten zum Verwaltungsbezirk des Fronhofes „Cottinchusen“ 38 Hufen in 19 Ortschaften, Köttinghausen war damit das zweitgrößte Fronamt. In den Schatzungsregistern des 16. Jahrhunderts bis um 1800 wurden zwei Höfe aufgeführt, heute bestehen vier Höfe und Wohnhäuser. Der Ort wurde am 1. Januar 1975 im Rahmen der kommunalen Neugliederung des Landes Nordrhein-Westfalen als Teil der ehemaligen Gemeinde Remblinghausen in die Stadt Meschede eingegliedert.